# Сотников, Михаил Васильевич
Михаил Васильевич Сотников (15 января 1925 — 17 мая 1945) — участник Великой Отечественной войны и полный кавалер ордена Славы.

## Биография
Родился 15 января 1925 года в деревне Прасковьино-Васильевка (ныне Фёдоровский район Башкортостана) в крестьянской семье. По национальности — русский. После окончания семи классов в 1940 году, работал в колхозе «Родина» в Шарлыкском районе Чкаловской (Оренбургской) области.
В феврале 1943 года попал в ряды Красной армии. Прошёл подготовку на Тоцком полигоне. В боях Великой Отечественной войны начал участвовать с 23 августа 1943 года. Служил сапёром 91-го отдельного гвардейского сапёрного батальона 82-й гвардейской стрелковой дивизии 8-й гвардейской армии. Воевал на Юго-Западном, 3-м Украинском и 1-м Белорусском фронтах.
28 ноября 1943 года во время Днепропетровской наступательной операции 15 минут проделал проход в минном поле, затем предотвратил разрушение плотины. 14 января 1945 года на подступах к польскому городу Нове-Място выдвинулся к переднему краю обороны противника и, несмотря на ружейно-артиллерийский огонь, разведал местонахождение вражеских минных полей и проволочных заграждений. 11-23 февраля 1945 года ефрейтор Сотников участвовал в боях при взятии крепости Познань. Ворвавшись в форт, забросал гранатами караульное помещение и, уничтожив до 10 гитлеровцев, дал возможность подойти остальным сапёрам группы. В бою за крепость под огнем противника Сотников с бойцами навел мост через крепостной ров, чем обеспечил продвижение войск. 23—29 апреля 1945 года в боях за Берлин Сотников под огнём противника разминировал подходы к реке Шпрее и к каналу Тельтов, обеспечив форсирование их советскими частями. 29 апреля 45 с группой бойцов спас железнодорожный мост от разрушения, обеспечив непрерывное движение по нему техники и грузов.
15 мая 1945 года получил тяжёлое ранение в голову. Скончался от ран 17 мая в эвакогоспитале № 2575. Похоронен в польском городе Лодзь, в братской могиле на воинском кладбище советских воинов № 2 в парке имени Понятовского.

## Награды
Михаил Васильевич Сотников был награждён следующими наградами:
- Орден Славы 1-й степени (15 мая 1946);
- Орден Славы 2-й степени (26 марта 1945);
- Орден Славы 3-й степени (30 января 1945);
- Медаль «За отвагу» (13 декабря 1943).